# Shinedown
Shinedown é uma banda de rock americana de Jacksonville, Flórida, formada pelo cantor Brent Smith em 2001 após a dissolução de Dreve, sua banda anterior. Smith, ainda sob contrato com a gravadora Atlantic Records, recrutou a formação original da banda de Jasin Todd como guitarrista, Brad Stewart no baixo e Barry Kerch na bateria. Consistente para os dois primeiros ciclos de álbuns, algumas mudanças na formação seguiram no final dos anos 2000, eventualmente se estabilizando com Smith e Kerch ao lado de Zach Myers na guitarra e Eric Bass no baixo. O grupo lançou sete álbuns de estúdio: Leave a Whisper (2003), Us and Them (2005), The Sound of Madness (2008), Amaryllis (2012), Threat to Survival (2015) e Attention Attention (2018). Seu sétimo álbum, Planet Zero, foi lançado em 1º de julho de 2022.
Shinedown tem o maior número de singles número um nas paradas da Billboard Mainstream Rock com 17, e todos os seus singles lançados alcançaram o top 5 na parada. Além disso, em 3 de junho de 2021, Shinedown foi classificado em 1º lugar pela Billboard na parada de artistas de rock mainstream de todos os tempos, lançada para comemorar o 40º aniversário da parada de rock mainstream. Até o momento, a banda já vendeu mais de 10 milhões de discos e singles mundialmente.

## Apresentação no Brasil
Em 7 de setembro de 2016, o Shinedown fez a sua primeira apresentação no país no Maximus Festival, ocorrido no Autódromo de Interlagos ao lado de bandas como Rammstein, Marilyn Manson, Bullet for My Valentine, Disturbed, Hollywood Undead, Black Stone Cherry e outros.

## Integrantes

### Atuais
- Brent Smith — vocalista (2001–presente)
- Barry Kerch — bateria (2001-presente)
- Zach Myers — guitarra, baixo, piano, backing vocals (2008–presente, turnê 2005–2008)
- Eric Bass — baixo, guitarra, piano, backing vocals (2008-presente)

### Ex-integrantes
- Brad Stewart — baixo (2001–2007)
- Jasin Todd — guitarra (2001–2008)
- Nick Perri — guitarra (2008)

## Discografia

### Álbuns de estúdio
- Leave a Whisper (2003)
- Us and Them (2005)
- The Sound of Madness (2008)
- Amaryllis (2012)
- Threat to Survival (2015)
- Attention Attention (2018)
- Planet Zero (2022)[2]

## Prêmios e indicações
| Ano  | Indicado  | Prêmio                      | Resultado |
| ---- | --------- | --------------------------- | --------- |
| 2009 | Shinedown | Best International Newcomer | Indicado  |

| Ano  | Indicado  | Prêmio                         | Resultado |
| ---- | --------- | ------------------------------ | --------- |
| 2006 | Shinedown | Modern Rock Artist of the Year | Indicado  |
| 2006 | Shinedown | Rock Artist of the Year        | Indicado  |

| Ano  | Indicado  | Prêmio                      | Resultado |
| ---- | --------- | --------------------------- | --------- |
| 2009 | Shinedown | Favorite Alternative Artist | Indicado  |

| Ano  | Indicado       | Prêmio                  | Resultado |
| ---- | -------------- | ----------------------- | --------- |
| 2016 | "Cut the Cord" | Rock Song of the Year   | Indicado  |
| 2017 | Shinedown      | Rock Artist of the Year | Indicado  |
| 2019 | Shinedown      | Rock Artist of the Year | Indicado  |
| 2019 | "Devil"        | Rock Song of the Year   | Indicado  |
| 2020 | Shinedown      | Rock Artist of the Year | Indicado  |
| 2020 | "Monsters"     | Rock Song of the Year   | Indicado  |
| 2021 | Shinedown      | Rock Artist of the Year | Indicado  |

| Ano  | Indicado      | Prêmio          | Resultado |
| ---- | ------------- | --------------- | --------- |
| 2022 | "Planet Zero" | Best Rock video | Indicado  |